# Nicoleta Grasu
Nicoleta Grădinaru Grasu, née le 11 septembre 1971 à Secuieni (județ de Neamț, Roumanie), est une athlète roumaine spécialiste du lancer du disque. 

## Biographie
Elle remporte 33 titres nationaux.
Quadruple médaillée en championnats du monde (argent en 2001, bronze en 1999, 2007 et 2009), elle remporte également trois médailles européennes (argent 2010, bronze 1998 et 2006).
En 2007, lors des championnats du monde d'Osaka, Grasu termine 4e mais sera déclarée médaillée de bronze à la suite du dopage de la Russe Darya Pishchalnikova. La médaille lui est distribuée lors des mondiaux suivant à Berlin, où elle remporte là encore la médaille de bronze.
Aux championnats du monde 2013 de Moscou, elle ne termine qu'à la 22e place du tour de qualifications avec 56,31 m et est éliminée de la compétition. Elle remporte deux semaines plus tard un nouveau titre national avec 55,50 m.
Le 18 septembre 2013, à 42 ans et 7 jours, Nicoleta Grasu met un terme à sa carrière sportive, après plus de 20 années de haut-niveau. Elle l'officialise le 12 décembre lors du Gala annuel de l'athlétisme roumain, et devient entraîneur au Dinamo Bucarest.
Son fils Stefan, 12 ans, remporte en 2015 les championnats de Roumanie jeunes au lancer du poids (3 kg) avec 15,57 m et au lancer du disque (1 kg) avec 44,67 m.

## Vie privée
Elle est mariée à son entraîneur, Costel Grasu, 4e des mondiaux de 1993. Ils ont un fils, Stefan, né en 2003.
Elle assiste aux obsèques des Maria Cioncan (décédée en 2007), de Iolanda Balaș (décédée en 2016) et Gheorghe Gușet (décédé en 2017), qui était son meilleur ami depuis leur rencontre en 1990.

## Palmarès
| Date | Compétition                          | Lieu              | Résultat | Marque  |
| ---- | ------------------------------------ | ----------------- | -------- | ------- |
| 1990 | Championnats du monde juniors        | Plovdiv           | 6e       | 53,10 m |
| 1992 | Jeux olympiques                      | Barcelone         | 13e      | 60,62 m |
| 1993 | Championnats du monde                | Stuttgart         | 7e       | 62,10 m |
| 1994 | Championnats d'Europe                | Helsinki          | 4e       | 63,64 m |
| 1994 | Finale mondiale                      | Paris             | 7e       | 59,70 m |
| 1994 | Jeux de la Francophonie              | Paris             | 1re      | 60,80 m |
| 1996 | Jeux olympiques                      | Atlanta           | 7e       | 63,28 m |
| 1996 | Finale mondiale                      | Milan             | 3e       | 63,64 m |
| 1997 | Championnats du monde                | Athènes           | 10e      | 60,14 m |
| 1997 | Universiade                          | Catane            | 3e       | 60,08 m |
| 1998 | Championnats d'Europe                | Budapest          | 3e       | 65,94 m |
| 1998 | Finale mondiale                      | Moscou            | 3e       | 65,10 m |
| 1999 | Universiade                          | Palma de Majorque | 1re      | 65,21 m |
| 1999 | Championnats du monde                | Séville           | 3e       | 65,35 m |
| 2000 | Finale mondiale                      | Doha              | 4e       | 62,39 m |
| 2001 | Coupe d'Europe hivernale des lancers | Nice              | 1re      | 65,54 m |
| 2001 | Championnats du monde                | Edmonton          | 2e       | 66,24 m |
| 2001 | Jeux de la Francophonie              | Ottawa            | 1re      | 64,53 m |
| 2004 | Jeux olympiques                      | Athènes           | 5e       | 64,92 m |
| 2005 | Coupe d'Europe hivernale des lancers | Mersin            | 2e       | 60,75 m |
| 2005 | Championnats du monde                | Helsinki          | 5e       | 62,05 m |
| 2005 | Finale mondiale                      | Monaco            | 5e       | 58,25 m |
| 2006 | Coupe d'Europe hivernale des lancers | Tel Aviv          | 3e       | 60,86 m |
| 2006 | Championnats d'Europe                | Göteborg          | 3e       | 63,58 m |
| 2006 | Finale mondiale                      | Stuttgart         | 2e       | 62,32 m |
| 2007 | Championnats du monde                | Osaka             | 3e       | 63,40 m |
| 2007 | Finale mondiale                      | Stuttgart         | 3e       | 61,75 m |
| 2008 | Coupe d'Europe hivernale des lancers | Split             | 1re      | 60,25 m |
| 2008 | Jeux olympiques                      | Pékin             | 11e      | 58,63 m |
| 2008 | Finale mondiale                      | Stuttgart         | 1re      | 62,48 m |
| 2009 | Coupe d'Europe hivernale des lancers | Tenerife          | 1re      | 62,61 m |
| 2009 | Championnats du monde                | Berlin            | 3e       | 65,20 m |
| 2010 | Coupe d'Europe hivernale des lancers | Arles             | 3e       | 59,92 m |
| 2010 | Championnats d'Europe                | Barcelone         | 2e       | 63,48 m |
| 2011 | Coupe d'Europe hivernale des lancers | Sofia             | 2e       | 59,44 m |
| 2011 | Championnats du monde                | Daegu             | 8e       | 62,08 m |
| 2012 | Jeux olympiques                      | Londres           | 13e      | 61,86 m |